# ランドローバー・Td5エンジン
ランドローバー・Td5エンジン（Land Rover Td5 engine）は、ランドローバーの直列5気筒ディーゼルエンジンであり、ランドローバー・300Tdiエンジンの後継である。
1998年にランドローバー・ディフェンダーおよびランドローバー・ディスカバリー（シリーズII）に搭載され、2007年まで生産された。

## 概要
1990年代半ば、ローバー・グループはエンジン系列の合理化と、近い将来の排出ガス規制に対応する新しいエンジンの設計を模索していた。ガソリンエンジンの合理化と排出ガス規制への対応のためKシリーズが拡張されたが、ローバーは乗用車とオフロード車の両方に対応したディーゼルエンジンを持っていなかった。300Tdiは乗用車に対応できず、ユーロ3排出ガス規制にも対応していなかった。既存のLシリーズ2リットルディーゼルエンジンはランドローバー車には適しておらず、そのような発展も困難であった。全てのローバーの要求に対応できるよう、様々な排気量と調整に適した新しいディーゼルエンジンの開発が決定された。開発コードネームはプロジェクトストームと名付けられ、エンジンを生産していたランドローバーが開発責任者となった。
ストームエンジンはローバー・Lシリーズエンジンをベースとし、ボア/ストロークの寸法やピストンとコネクティングロッドは同じものが使われた。ルーカス製の電子制御ユニットインジェクター（当時は大型商用車でのみ使用されており、小排気量エンジンでの採用は珍しかった）、鋳造鉄シリンダーブロック、クロスフロー式アルミニウム合金シリンダーヘッドが採用された。点検間隔を伸ばすため、通常のオイルフィルターに加えて遠心分離式オイルフィルターが搭載された。'アンチストール'システムが組み込まれ、アイドリングからの高い負荷を許容できるようになったほか、オンロードとオフロードの2つの動作モードが搭載された。SOHC配置のカムシャフト（バルブとユニットインジェクターの両方を駆動）はチェーン駆動される。4, 5, 6気筒のエンジン（2, 2.5, 3リットルの排気量）がデザインされた。
複数のディーゼルエンジンを持つBMWによるローバー・グループの買収により、ストームエンジンのほとんどは冗長になった。その結果、5気筒版のみが生産されることとなり、1998年に'Td5'としてディフェンダーとディスカバリーシリーズIIに搭載された。
Td5は300Tdiよりもよりパワフルで洗練されていたため、ディスカバリーの魅力を大幅に向上させた。しかしディフェンダーのオーナーからは従来の機械式燃料噴射装置と比較して電子制御システムは'フィールドでの'修理が困難であると懸念された。これらの（イギリス軍を含む）懸念を重視し、ランドローバーは特別注文された車に搭載するため、300Tdiの生産を継続した。後にTd5の電子制御システムは信頼性が高いことが判明した。
初期のエンジンは2つの機械的な故障に悩まされた。オイルポンプ駆動の突然かつ全面的な障害と、ボルトの締結力不足による'シリンダーヘッドシャッフル'である。これら2つの障害は生産開始から2年以内に修正され、Td5は現在では信頼性が高いとみなされている。2002年にTd5の電子制御が更新され、オフロードや牽引における低速スロットルレスポンスが向上した。このエンジンは（ランドローバ・G4チャレンジを含む）敵対的な地形での多くの遠征の実績がある。
エンジンの機械的強度や電子制御システムにより、Td5は旧エンジンよりチューニングが容易であった。多くのアフターマーケット企業からチューニングパーツが生産され、164 kW程度の最高出力が提供された。
2004年にディスカバリーのエンジンはフォード・AJDエンジンに置き換えられ、2007年にディフェンダーのエンジンがフォード・ZSDエンジンに置き換えられた。ソリハルにおけるTd5の生産はその年に終了し、ランドローバー自身が設計・生産した最後のエンジンとなった。
レイアウト: 直列5気筒

冷却方式: 水冷

シリンダーブロック: 鋳鉄

シリンダーヘッド: アルミニウム合金

動弁機構: SOHC, チェーンドライブカムシャフト

排気量: 2,493 cc

ボアxストローク: 84.5 mm x 89.0 mm

圧縮比: 19.5:1

燃料噴射ポンプ: ルーカス製電子制御式ユニットインジェクター

過給器: アライドシグナル製GT20ターボチャージャー

最高出力:  91 kW / 4,850 rpm (マニュアルトランスミッション車)
101 kW / 5,000 rpm (オートマチックトランスミッション車)

最大トルク: 300 N·m / 1,950 rpm

販売期間: 1998年 - 2007年

搭載車種: ランドローバー・ディフェンダー, ランドローバー・ディスカバリー